# Mlowa
Mlowa è una circoscrizione rurale (rural ward) della Tanzania situata nel distretto rurale di Iringa, regione di Iringa. Conta una popolazione di 9 483 abitanti (censimento 2012).